# Koenigsegg Agera
De Koenigsegg Agera is een auto van de Zweedse supersportwagenbouwer Koenigsegg.
Het model is gepresenteerd in maart 2010 op de Autosalon van Genève. Hoewel het model lijkt op de CCX, spreekt men over een geheel nieuw model. De naam Agera is een Zweeds werkwoord dat “handelen” betekent. Volgens Koenigsegg staat dat synoniem voor de bedrijfsfilosofie.
De Agera RS-variant werd de snelste productie-auto ter wereld in 2017, met een record van gemiddeld 447km/h en een snelheid in rechte lijn van 458km/h.

## Specificaties
De 5,0-liter V8 motor levert in deze auto 970 pk en 1100 Nm. Tussen 2.680 tot 6.100 tpm is er altijd minimaal 1000 Nm beschikbaar. De 1330 kilogram lichte Agera heeft daarom een hoge vermogen/gewichtsverhouding. De sprint van 0-100 km/uur bedraagt 3,0 seconde en de sprint uit stilstand naar 200 km/uur bedraagt 8,0 seconde. Volgens opgave van de Koenigsegg is de topsnelheid van de Agera ruim 420 km/h.

## Modellen
- Agera R
- Agera S
- One:1
- Agera RS
- Agera RS1
- Agera Final